# Herentalia
Herentalia — рід цетотеріїдних містіцетів підродини Herpetocetinae. Останки були знайдені в морських відкладеннях пізнього міоцену в Бельгії.

## Опис
Herentalia відрізняється від інших cetotheriid тим, що вона більша та міцніша, а також має висхідні відростки верхньої щелепи із закругленими задніми кінцями. Назва виду nigra означає «чорний» і відноситься до кольору скам'янілої кістки голотипу.